# 歌よみに与ふる書
『歌よみに与ふる書』（うたよみに あたうる しょ）は、正岡子規が1898年（明治31年）2月から10回にわたって新聞「日本」紙上に発表した歌論。
それまで新聞「日本」や雑誌「ホトトギス」を中心に俳句の近代化に傾注していた子規が、短歌（和歌）の改革に軸足を移す決意表明とも言えるもので、それまでの伝統的な和歌から現在まで続く近代短歌への転機となった。

## 概要
1897年（明治30年）には脊椎カリエスによりほぼ寝たきりの状態に陥っていた子規であったが、この書の中で『万葉集』や源実朝の『金槐和歌集』などに極めて高い評価を与え、「万葉への回帰」と「写生による短歌」を提唱した。同時に、平安中期に成立して以後は和歌の規範ともされていた『古今集』を「くだらぬ集」と罵倒し、古今集の選者であり三十六歌仙にも名を連ねる紀貫之を「下手な歌よみ」と酷評している。『新古今和歌集』については「ややすぐれたり」としつつも、選者の藤原定家については「自分の歌にはろくな者無之」と評すなど、勅撰和歌集の作風には否定的な考えであった。
この平安期から綿々と続いた伝統的な価値観の全面否定に対しては、当時の桂園派を中心とした歌壇の強い反発を受け、後世の文学者や研究者からも多くの批判がなされている。とはいえ、「従来の古今集崇拝をやめて万葉風に則るべきだ」という主張自体は、当時の沈滞した歌壇の状況を打破するために有効なものであり、アララギ派の歌人たちに継承されて近代短歌の主流を形成することになった。

## 書誌
- 連載：新聞「日本」1898年 2月- 3月
- 文庫版：1983年（改版）岩波文庫刊